# Église Notre-Dame-de-Lourdes de Roubaix
Pour les articles homonymes, voir Église Notre-Dame-de-Lourdes.
L'église Notre-Dame-de-Lourdes est une église catholique de Roubaix appartenant au diocèse de Lille et dépendant de la paroisse de l'Épiphanie. Elle se situe près du parc Barbieux à la limite de Roubaix et de Croix. L'église de briques de pur style Art déco est placée sous l'invocation de Notre-Dame de Lourdes.

## Histoire
L’église Notre-Dame-de-Lourdes est bâtie par l'architecte René Dupire en 1932-1933 sur un terrain offert par l'industriel Gaston Motte dans un quartier en expansion, à l'initiative de l'abbé Debrune. Elle est bénie par le cardinal Liénart le 24 décembre 1933 et la première messe a lieu la nuit de Noël. Les travaux continuent par la suite, ainsi que l'aménagement d'un presbytère et d'une salle d'œuvres.
En 1992, la paroisse Notre-Dame-de-Lourdes est rattachée aux paroisses Saint-Martin et Saint-Pierre de Croix. Ces trois églises forment depuis l’an 2000, la nouvelle paroisse de l’Épiphanie du doyenné de Roubaix
. La messe est célébrée un dimanche sur deux à 10 heures 30 à Notre-Dame-de-Lourdes en alternance avec Saint-Martin et tous les samedis soir, la messe anticipée est célébrée à Saint-Pierre de Croix.

## Description
L'église de briques roses de pur style Art déco mesure 45 mètres de longueur et 18 mètres de largeur. Sa façade est ornée d'un vitrail et d'une statue en bas-relief de Notre-Dame de Lourdes, sa patronne, juste sous le faîte du pignon à redents. Elle a les mains jointes et est flanquée d'anges agenouillés. Un clocher s'élève sur le côté droit depuis 1937. L'église possède un orgue de Charles Mutin, instrument de salon construit en 1908 pour un particulier à Andrésy et installé en 1947. L'intérieur de l'église est dépouillé et à peine décoré ; les murs sont simplement recouverts de briques nues ; la décoration du chœur n'a jamais été achevée et les vitraux sont de simples verres. En 2002, une fresque abstraite de Laurent Pruvost-Huymanqui intitulée Jubilate est posée au-dessus du chœur.